# Tolcay Ciğerci
Tolcay Ciğerci [ˈtɔld͡ʒaɪ ˈd͡ʒiːɛɾd͡ʒi] (* 24. Januar 1995 in Nordenham, Niedersachsen) ist ein türkisch-deutscher Fußballspieler.

## Karriere

### Vereine
Ciğerci zog als Kind mit seinen Eltern nach Peine und trat dort dem TSV Arminia Vöhrum bei. Später wechselte er zum VfB Peine, ehe er sich dem Nachwuchsleistungszentrum des VfL Wolfsburg anschloss. Im Jahr 2012 kam er zur U-19 des VfL.
Im Jahr 2014 wechselte er ablösefrei in die zweite Mannschaft des Hamburger SV in die Regionalliga Nord. Er sollte vorrangig bei den Profis trainieren, aber meist in der U-23 spielen. Am 24. September absolvierte er sein erstes Bundesligaspiel bei der 0:1-Auswärtsniederlage gegen Borussia Mönchengladbach. Beim HSV konnte sich Ciğerci allerdings nicht durchsetzen. Er verließ den Verein nach der Saison 2015/16.
Im Januar 2016 schloss er sich dem U23-Team der SpVgg Greuther Fürth an. Seit der Saison 2017/18 spielte er für die Erste Mannschaft in der 2. Fußball-Bundesliga.
Mitte Juli 2018 löste er seinen Vertrag bei Greuther Fürth auf, war kurze Zeit vereinslos und schloss sich im Oktober 2018 dem Berliner AK 07 an. Die Saison 2020/21 spielte er für den VSG Altglienicke in der viertklassigen Regionalliga Nordost. Aufgrund der COVID-19-Pandemie und des daraus resultierenden Abbruchs des Ligabetriebes bestritt er lediglich zehn Punktspiele, in denen er neun Tore erzielte. Am 25. Juli 2021 (1. Spieltag) debütierte er für den Drittligaaufsteiger FC Viktoria 1889 Berlin beim 2:1-Sieg im Heimspiel gegen Viktoria Köln. Nach der Hinrunde mit sieben Toren und sieben Vorlagen in 14 Ligaspielen wechselte er im Januar 2022 zum türkischen Zweitligisten Samsunspor. Im April 2022 – acht Spieltage vor Saisonende bestritt er sein fünftes und letztes Punktspiel für den Verein, sodass er nach Deutschland zurückkehrte. Mit Saisonbeginn 2022/23 war er erneut für die VSG Altglienicke in der Regionalliga Nordost aktiv.
Im Sommer 2024 wechselte er zu Drittligaaufsteiger Energie Cottbus.

### Nationalmannschaft
Im Jahr 2013 bestritt Ciğerci zwei Länderspiele für die türkische U18-Nationalmannschaft.

## Sonstiges
Ciğercis älterer Bruder Tolga (* 1992) ist ebenfalls Fußballprofi.